# Suttsu, Hokkaido
Suttsu (寿都町 Suttsu-chō?) este un oraș situat în subprefectura Shiribeshi, Hokkaido, Japonia. În septembrie 2016, orașul avea o populație estimată la 3.113 de locuitori și o densitate de 33 de persoane pe km2. Suprafața totală este de 95,36 km2.

## Geografie
Orașul Suttsu se confruntă cu Golful Suttsu, un golf din Marea Japoniei. Râul Shubetsu curge în mijlocul orașului și împarte orașul în est și vest.

### Orașe și sate învecinate
- Kuromatsunai⁠(d)
- Rankoshi⁠(d)
- Shimamaki⁠(d)

### Clima
Suttsu are un climat continental umed (clasificarea climatică Köppen Dfb) cu veri calde și ierni reci. Precipitațiile sunt semnificative pe tot parcursul anului, dar lunile martie-iunie sunt ceva mai uscate.
| Date climatice pentru Suttsu (altitudine 33.4 m, normale 1991−2020, extreme 1885−prezent) | Date climatice pentru Suttsu (altitudine 33.4 m, normale 1991−2020, extreme 1885−prezent) | Date climatice pentru Suttsu (altitudine 33.4 m, normale 1991−2020, extreme 1885−prezent) | Date climatice pentru Suttsu (altitudine 33.4 m, normale 1991−2020, extreme 1885−prezent) | Date climatice pentru Suttsu (altitudine 33.4 m, normale 1991−2020, extreme 1885−prezent) | Date climatice pentru Suttsu (altitudine 33.4 m, normale 1991−2020, extreme 1885−prezent) | Date climatice pentru Suttsu (altitudine 33.4 m, normale 1991−2020, extreme 1885−prezent) | Date climatice pentru Suttsu (altitudine 33.4 m, normale 1991−2020, extreme 1885−prezent) | Date climatice pentru Suttsu (altitudine 33.4 m, normale 1991−2020, extreme 1885−prezent) | Date climatice pentru Suttsu (altitudine 33.4 m, normale 1991−2020, extreme 1885−prezent) | Date climatice pentru Suttsu (altitudine 33.4 m, normale 1991−2020, extreme 1885−prezent) | Date climatice pentru Suttsu (altitudine 33.4 m, normale 1991−2020, extreme 1885−prezent) | Date climatice pentru Suttsu (altitudine 33.4 m, normale 1991−2020, extreme 1885−prezent) | Date climatice pentru Suttsu (altitudine 33.4 m, normale 1991−2020, extreme 1885−prezent) |
| Luna                                                                                      | Ian                                                                                       | Feb                                                                                       | Mar                                                                                       | Apr                                                                                       | Mai                                                                                       | Iun                                                                                       | Iul                                                                                       | Aug                                                                                       | Sep                                                                                       | Oct                                                                                       | Nov                                                                                       | Dec                                                                                       | Anual                                                                                     |
| ----------------------------------------------------------------------------------------- | ----------------------------------------------------------------------------------------- | ----------------------------------------------------------------------------------------- | ----------------------------------------------------------------------------------------- | ----------------------------------------------------------------------------------------- | ----------------------------------------------------------------------------------------- | ----------------------------------------------------------------------------------------- | ----------------------------------------------------------------------------------------- | ----------------------------------------------------------------------------------------- | ----------------------------------------------------------------------------------------- | ----------------------------------------------------------------------------------------- | ----------------------------------------------------------------------------------------- | ----------------------------------------------------------------------------------------- | ----------------------------------------------------------------------------------------- |
| Maxima medie °C (°F)                                                                      | −0.2 (31,6)                                                                               | 0.3 (32,5)                                                                                | 3.9 (39)                                                                                  | 10.2 (50,4)                                                                               | 15.7 (60,3)                                                                               | 19.2 (66,6)                                                                               | 23.0 (73,4)                                                                               | 24.6 (76,3)                                                                               | 21.6 (70,9)                                                                               | 15.6 (60,1)                                                                               | 8.4 (47,1)                                                                                | 2.0 (35,6)                                                                                | 12,0 (53,6)                                                                               |
| Media zilnică °C (°F)                                                                     | −2.3 (27,9)                                                                               | −1.9 (28,6)                                                                               | 1.2 (34,2)                                                                                | 6.5 (43,7)                                                                                | 11.5 (52,7)                                                                               | 15.4 (59,7)                                                                               | 19.5 (67,1)                                                                               | 21.2 (70,2)                                                                               | 18.1 (64,6)                                                                               | 12.1 (53,8)                                                                               | 5.6 (42,1)                                                                                | −0.3 (31,5)                                                                               | 8,9 (48)                                                                                  |
| Minima medie °C (°F)                                                                      | −4.7 (23,5)                                                                               | −4.6 (23,7)                                                                               | −1.7 (28,9)                                                                               | 2.8 (37)                                                                                  | 7.8 (46)                                                                                  | 12.3 (54,1)                                                                               | 16.8 (62,2)                                                                               | 18.4 (65,1)                                                                               | 14.6 (58,3)                                                                               | 8.4 (47,1)                                                                                | 2.3 (36,1)                                                                                | −2.8 (27)                                                                                 | 5,8 (42,4)                                                                                |
| Minima istorică °C (°F)                                                                   | −15.7 (3,7)                                                                               | −15 (5)                                                                                   | −11.4 (11,5)                                                                              | −7.7 (18,1)                                                                               | −1.4 (29,5)                                                                               | 2.7 (36,9)                                                                                | 7.1 (44,8)                                                                                | 10.8 (51,4)                                                                               | 4.8 (40,6)                                                                                | −3.6 (25,5)                                                                               | −9 (15,8)                                                                                 | −15 (5)                                                                                   | −15,7 (3,7)                                                                               |
| Precipitații mm (inches)                                                                  | 120.2 (4.732)                                                                             | 87.4 (3.441)                                                                              | 68.1 (2.681)                                                                              | 59.3 (2.335)                                                                              | 65.9 (2.594)                                                                              | 60.7 (2.39)                                                                               | 94.5 (3.72)                                                                               | 130.1 (5.122)                                                                             | 149.8 (5.898)                                                                             | 128.0 (5.039)                                                                             | 148.2 (5.835)                                                                             | 138.5 (5.453)                                                                             | 1.250,6 (49,236)                                                                          |
| Zăpadă cm (inches)                                                                        | 146 (57.5)                                                                                | 114 (44.9)                                                                                | 60 (23.6)                                                                                 | 3 (1.2)                                                                                   | 0 (0)                                                                                     | 0 (0)                                                                                     | 0 (0)                                                                                     | 0 (0)                                                                                     | 0 (0)                                                                                     | 0 (0)                                                                                     | 24 (9.4)                                                                                  | 108 (42.5)                                                                                | 454 (178,7)                                                                               |
| Umiditate [%]                                                                             | 69                                                                                        | 68                                                                                        | 66                                                                                        | 68                                                                                        | 74                                                                                        | 82                                                                                        | 85                                                                                        | 84                                                                                        | 78                                                                                        | 72                                                                                        | 69                                                                                        | 69                                                                                        | 74                                                                                        |
| Nr. mediu de zile ploioase (≥ 1.0 mm)                                                     | 22.2                                                                                      | 18.1                                                                                      | 13.1                                                                                      | 9.5                                                                                       | 8.6                                                                                       | 8.0                                                                                       | 8.0                                                                                       | 9.6                                                                                       | 11.6                                                                                      | 13.6                                                                                      | 18.0                                                                                      | 22.1                                                                                      | 162,4                                                                                     |
| Nr. mediu de zile cu ninsoare (≥ 1 cm)                                                    | 25.3                                                                                      | 21.3                                                                                      | 16.0                                                                                      | 1.6                                                                                       | 0                                                                                         | 0                                                                                         | 0                                                                                         | 0                                                                                         | 0                                                                                         | 0                                                                                         | 6.0                                                                                       | 21.2                                                                                      | 91,4                                                                                      |
| Ore însorite                                                                              | 27.2                                                                                      | 46.7                                                                                      | 111.0                                                                                     | 170.7                                                                                     | 194.6                                                                                     | 170.4                                                                                     | 155.6                                                                                     | 163.1                                                                                     | 153.9                                                                                     | 121.3                                                                                     | 55.3                                                                                      | 26.4                                                                                      | 1.393,5                                                                                   |
| Sursa nr. 1: Japan Meteorological Agency⁠(d) (1981 - 2010)                                 |                                                                                           |                                                                                           |                                                                                           |                                                                                           |                                                                                           |                                                                                           |                                                                                           |                                                                                           |                                                                                           |                                                                                           |                                                                                           |                                                                                           |                                                                                           |
| Sursa nr. 2: Japan Meteorological Agency (1884 - )                                        |                                                                                           |                                                                                           |                                                                                           |                                                                                           |                                                                                           |                                                                                           |                                                                                           |                                                                                           |                                                                                           |                                                                                           |                                                                                           |                                                                                           |                                                                                           |

## Istorie
- 1897: a fost înființată subprefectura Suttsu.[4]
- 1900: Orașul Suttsu a fost fondat și a devenit un oraș de primă clasă.
- 1902: Satul Isoya (districtul Isoya) a fost fondat și a devenit un sat de clasă a doua.
- 1906: Satul Utasutsu (districtul Utasutsu) a fost fondat și a devenit un sat de clasa a doua.
- 1910: Subprefectura Suttsu a fost desființată și subprefectura Shiribeshi a fost înființată în Kutchan⁠(d).
- 1923: Satul Masadomari și Satul Tarukishi au devenit sate de clasa a doua.
- 1933: Orașul Suttsu și Satul Masadomari au fost fuzionate pentru a forma noul oraș Suttsu.
- 1955: Orașul Suttsu, Satul Isoya, Satul Utasutsu și o parte din Satul Tarukishi au fost fuzionate pentru a forma noul oraș Suttsu.

## Industrie
Pescuitul constituie principala activitate economică a orașului Suttsu. Orașul s-a dezvoltat prin pescuitul de hering. Din cauza unei scăderi a resurselor piscicole, Suttsu se concentrează acum pe o afacere de acvacultură.

## Educație
- Licee
  - Liceul Hokkaido Suttsu
  - Liceul Suttsu
- Școala primară
  - Scoala primară Oshoro
  - Școala primară Suttsu